# Compagnie fermière des chemins de fer tunisiens
La Compagnie fermière des chemins de fer tunisiens est une société créée le 8 juin 1923 pour exploiter le réseau ferroviaire issu du rachat des actifs de la Compagnie des chemins de fer Bône-Guelma (filiale de la Société de construction des Batignolles) en Tunisie.

## Historique
La Compagnie fermière des chemins de fer tunisiens est une société créée le 8 juin 1923 pour exploiter le réseau ferroviaire issu du rachat des actifs de la Compagnie des chemins de fer Bône-Guelma (ancienne filiale de la Société de construction des Batignolles) en Tunisie. Marcel Trélat, dernier président de Bône-Guelma, en conserve la présidence jusqu'à son décès, en 1933.
Au-delà de l'exploitation du réseau de chemin de fer, la Compagnie fermière des chemins de fer tunisiens développe ses intérêts dans différentes affaires industrielles nord-africaines (transports, hôtels, etc.).
En 1957, lors de l'indépendance de la Tunisie, la compagnie devient la Compagnie française de transports et de participations et n'assure plus, dès lors, l'exploitation du réseau ferroviaire, qui est nationalisé et repris par la Société nationale des chemins de fer tunisiens.
Elle est radiée du registre du commerce et des sociétés (572-167-500) le 16 juillet 1990.

## Réseau

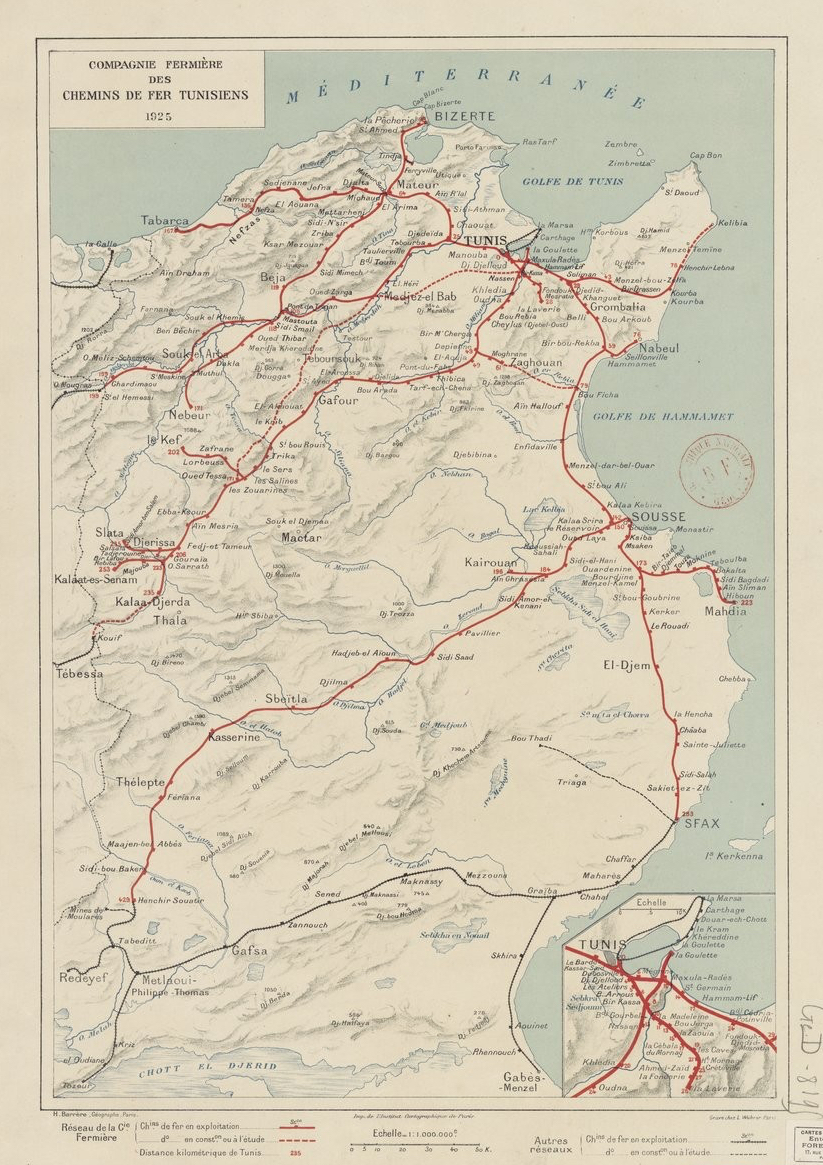
Carte du réseau de la Compagnie fermière des chemins de fer tunisiens en 1925.

### Liste des présidents
- Marcel Trélat : 1923-1933
- Edmond Philippar : 1933-1934
- Eugène Herscher : 1934-1937
- Xavier Loisy : 1938-?
- Louis Renaudin : 1952-?